# جوليان سكوت
جوليان سكوت (بالإنجليزية: Julian Scott)‏ هو رسام أمريكي، ولد في 14 فبراير 1846 في جونسون في الولايات المتحدة، وتوفي في 4 يوليو 1901 في بلينفيلد في الولايات المتحدة.

## معرض صور

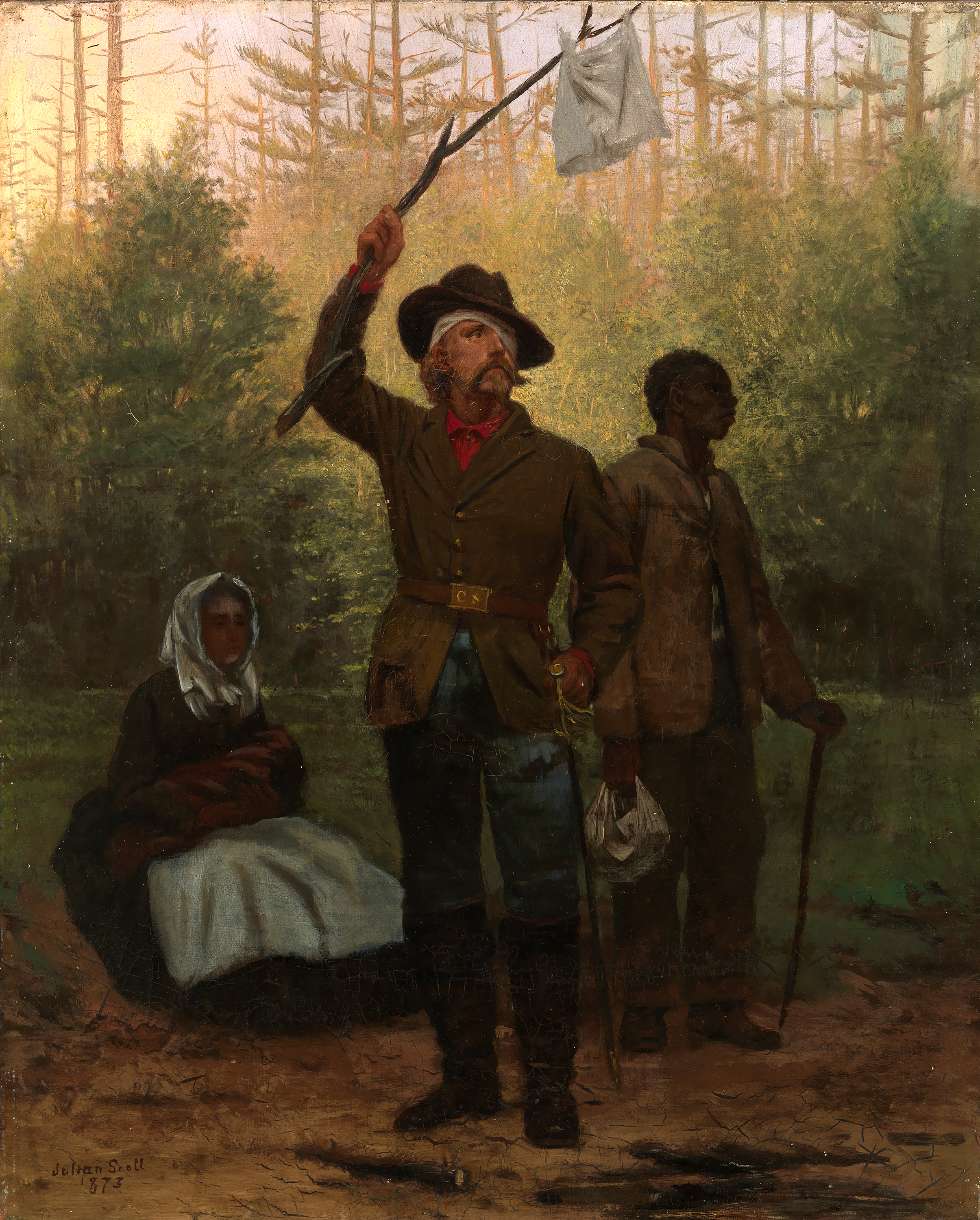
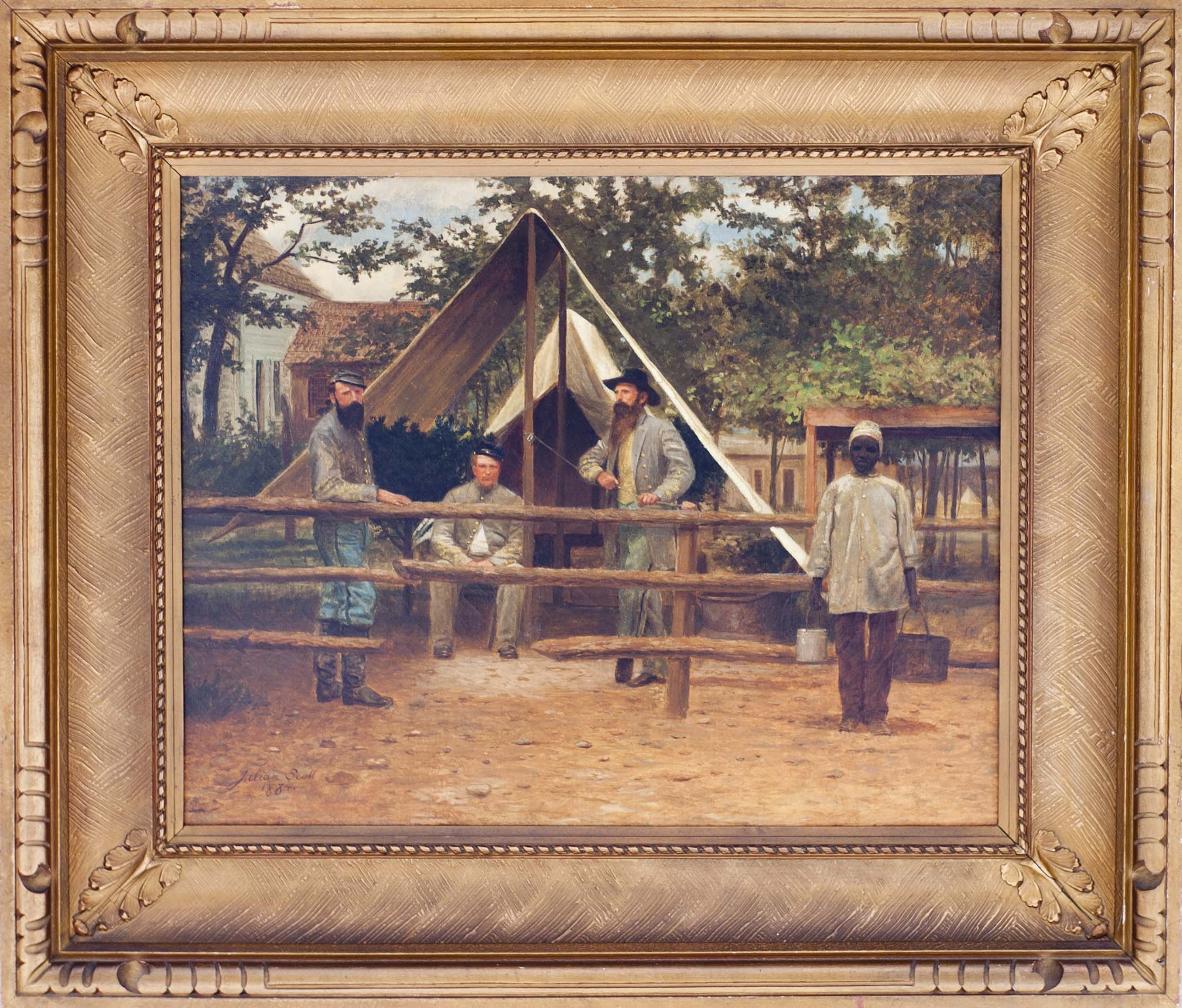
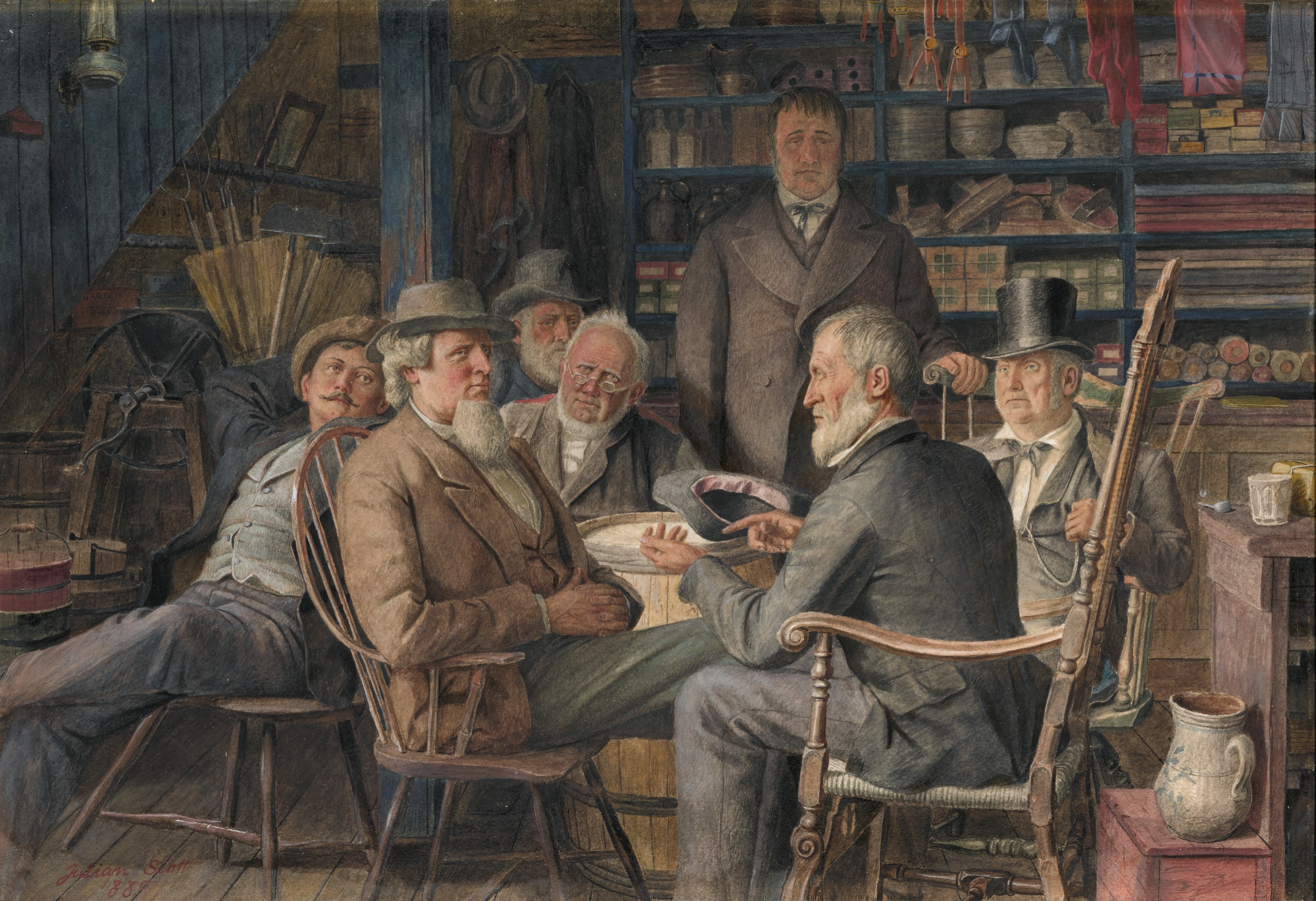